# Julian Knowle
Julian Knowle (Lauterach, 29 de Abril de 1974) é um tenista profissional da Áustria, seu melhor ranking é o 6° de duplas, em 2008.
Campeão do U.S. Open com Simon Aspelin em 2007, e vice de Wimbledon em 2004 com Nenad Zimonjić, Julian Knowle também é titular nas duplas, da equipe austríaca da Copa Davis, jogando com Jürgen Melzer.
Knowle é o segundo tenista da Áustria a ganhar um torneio do Grand Slam: o primeiro foi Thomas Muster, campeão de Roland-Garros em 1995.

## Desempenho em Torneios

### Duplas

#### Finais de Grand Slam

##### Campeão (1)
| Ano  | Torneio | Superfície | Parceiro      | Adversário na Final       | Resultado |
| 2007 | US Open | Dura       | Simon Aspelin | Lukáš Dlouhý Pavel Vízner | 7–5, 6–4  |

##### Vice-Campeão (1)
| Ano  | Torneio   | Superfície | Parceiro       | Adversário na Final            | Resultado          |
| 2004 | Wimbledon | Grama      | Nenad Zimonjić | Jonas Björkman Todd Woodbridge | 6–1, 6–4, 4–6, 6–4 |

#### Finais Vencidas (13)
| Legenda                                                     |
| Grand Slam (1)                                              |
| Tennis Masters Cup ATP World Tour Finals (0)                |
| ATP Masters Series ATP World Tour Masters 1000 (0)          |
| ATP International Series Gold ATP World Tour 500 Series (1) |
| ATP International Series ATP World Tour 250 Series (11)     |

| Títulos por superfície |
| Dura (6)               |
| Grama (1)              |
| Saibro (5)             |
| Carpete (1)            |

| Nr. | Data                    | Torneio                   | Superfície | Parceiro         | Adversários na Final              | Resultado           |
| 1.  | 18 de Fevereiro de 2002 | Copenhague, Dinamarca     | Dura       | Michael Kohlmann | Jiří Novák Radek Štěpánek         | 7–6(8), 7–5         |
| 2.  | 22 de Julho de 2002     | Umag, Croácia             | Saibro     | František Čermák | Albert Portas Fernando Vicente    | 6–4, 6–4            |
| 3.  | 6 de Janeiro de 2003    | Chennai, Índia            | Dura       | Michael Kohlmann | František Čermák Leoš Friedl      | 7–6(1), 7–6(3)      |
| 4.  | 27 de Outubro de 2003   | São Petersburgo, Rússia   | Dura       | Nenad Zimonjić   | Michael Kohlmann Rainer Schüttler | 7–6(1), 6–3         |
| 5.  | 2 de Maio de 2005       | Munique, Alemanha         | Saibro     | Mario Ančić      | Florian Mayer Alexander Waske     | 6–3, 1–6, 6–3       |
| 6.  | 31 de Outubro de 2005   | São Petersburgo, Rússia   | Carpete    | Jürgen Melzer    | Jonas Björkman Max Mirnyi         | 4–6, 7–5, 7–5       |
| 7.  | 1 de Maio de 2006       | Casablanca, Marrocos      | Saibro     | Jürgen Melzer    | Michael Kohlmann Alexander Waske  | 6–3, 6–4            |
| 8.  | 28 de Maio de 2007      | Pörtschach, Áustria       | Saibro     | Simon Aspelin    | Leoš Friedl David Škoch           | 7–6(6), 5–7, [10-5] |
| 9.  | 17 de Junho de 2007     | Halle, Alemanha           | Grama      | Simon Aspelin    | Fabrice Santoro Nenad Zimonjić    | 6–4, 7–6(5)         |
| 10. | 15 de Julho de 2007     | Båstad, Suécia            | Saibro     | Simon Aspelin    | Martín García Sebastián Prieto    | 6–2, 6–4            |
| 11. | 7 de Setembro de 2007   | US Open, Nova Iorque, EUA | Dura       | Simon Aspelin    | Lukáš Dlouhý Pavel Vízner         | 7–5, 6–4            |
| 12. | 29 de Agosto de 2009    | New Heaven, EUA           | Dura       | Jürgen Melzer    | Bruno Soares Kevin Ullyett        | 6–4, 7–6(3)         |
| 13. | 11 de Outubro de 2009   | Tóquio, Japão             | Dura       | Jürgen Melzer    | Ross Hutchins Jordan Kerr         | 6–2, 5–7, [10-8]    |

#### Finais Perdidas (16)
| Nr. | Data                    | Torneio                             | Superfície | Parceiro         | Adversários na Final             | Resultado            |
| 1.  | 6 de Maio de 2002       | Mallorca, Espanha                   | Saibro     | Michael Kohlmann | Mahesh Bhupathi                  | 6–2, 6–4             |
| 2.  | 3 de Março de 2003      | Copenhague, Dinamarca               | Dura       | Michael Kohlmann | Tomáš Cibulec Pavel Vízner       | 7–5, 5–7, 6–2        |
| 3.  | 14 de Julho de 2003     | Newport, EUA                        | Grama      | Jürgen Melzer    | Jordan Kerr David Macpherson     | 6–2, 6–4             |
| 4.  | 3 de Maio de 2004       | Munique, Alemanha                   | Saibro     | Nenad Zimonjić   | James Blake Mark Merklein        | 6–2, 6–4             |
| 5.  | 5 de Julho de 2004      | Wimbledon, Londres, Reino Unido     | Grama      | Nenad Zimonjić   | Jonas Björkman Todd Woodbridge   | 6–1, 6–4, 4–6, 6–4   |
| 6.  | 17 de Abril de 2006     | Houston, EUA                        | Saibro     | Jürgen Melzer    | Michael Kohlmann Alexander Waske | 5–7, 6–4, [10–5]     |
| 7.  | 9 de Outubro de 2006    | Metz, França                        | Dura       | Jürgen Melzer    | Richard Gasquet Fabrice Santoro  | 3–6, 6–1, [11–9]     |
| 8.  | 16 de Outubro de 2006   | Viena, Áustria                      | Dura       | Jürgen Melzer    | Petr Pála Pavel Vízner           | 6–4, 3–6, [12–10]    |
| 9.  | 30 de Outubro de 2006   | São Petersburgo, Rússia             | Carpete    | Jürgen Melzer    | Simon Aspelin Todd Perry         | 6–1, 7–6(3)          |
| 10. | 26 de Fevereiro de 2007 | Memphis, EUA                        | Dura       | Jürgen Melzer    | Eric Butorac Jamie Murray        | 7–5, 6–3             |
| 11. | 18 de Novembro de 2007  | Tennis Masters Cup, Shanghai, China | Dura       | Simon Aspelin    | Mark Knowles Daniel Nestor       | 6–2, 6–3             |
| 12. | 24 de Maio de 2008      | Pörtschach, Áustria                 | Saibro     | Jürgen Melzer    | Marcelo Melo André Sá            | 5–7, 7–6(3), [13–11] |
| 13. | 22 de Fevereiro de 2009 | Marselha, França                    | Dura       | Andy Ram         | Arnaud Clément Michaël Llodra    | 3–6, 6–3, [10–8]     |
| 14. | 1 de Novembro de 2009   | Viena, Áustria                      | Dura       | Jürgen Melzer    | Oliver Marach Łukasz Kubot       | 2–6, 6–4, [11–9]     |
| 15. | 21 de Fevereiro de 2010 | Marselha, França                    | Dura       | Robert Lindstedt | Julien Benneteau Michaël Llodra  | 4–6, 3–6             |
| 16. | 24 de Setembro de 2011  | Bucareste, Romênia                  | Saibro     | David Marrero    | Daniele Bracciali Potito Starace | 3–6, 6–4, [10–8]     |